# Anorthodisca implicta
Anorthodisca implicta är en fjärilsart som beskrevs av Paul Dognin 1911. Anorthodisca implicta ingår i släktet Anorthodisca och familjen Uraniidae. Inga underarter finns listade i Catalogue of Life.